# مصر (ایندیانا)
مصر (به انگلیسی: Egypt) یک منطقهٔ مسکونی در ایالات متحده آمریکا است که در شهرستان جاسپر، ایندیانا واقع شده‌است. مصر ۲۰۳٫۰ متر بالاتر از سطح دریا واقع شده‌است.